# Torsten Fredriksson
Torsten Fredriksson (i riksdagen kallad Fredriksson i Grängesberg), född 3 februari 1910 i Sorsele, död 28 november 1994 i Grängesberg, var en svensk socialdemokratisk ombudsman och riksdagspolitiker. Han var far till Inger Fredriksson.
Fredriksson var ledamot av riksdagens andra kammare 1953-1970. Han var också riksdagsledamot i enkammarriksdagen 1971-1976, invald i Kopparbergs läns valkrets.